# Рогув-Собуцький
Рогув-Собуцький (пол. Rogów Sobócki, нім. Rogau-Rosenau) — село в Польщі, у гміні Собутка Вроцлавського повіту Нижньосілезького воєводства.
Населення — 1021 особа (2011).

## Демографія
Демографічна структура станом на 31 березня 2011 року:
|          | Загалом | Допрацездатний вік | Працездатний вік | Постпрацездатний вік |
| -------- | ------- | ------------------ | ---------------- | -------------------- |
| Чоловіки | 514     | 116                | 357              | 41                   |
| Жінки    | 507     | 93                 | 310              | 104                  |
| Разом    | 1021    | 209                | 667              | 145                  |